# Mulguraea
Mulguraea es un género de plantas con flores pertenecientes a la familia de las verbenáceas. Comprende 11 especies descritas y aceptadas.

## Taxonomía
El género fue descrito por Nataly O'Leary y Paola Peralta y publicado en Systematic Botany 34(4): 782, en 2009.

#### Etimología
Mulguraea: nombre genérico otorgado en honor de la botánica, curadora, profesora, exploradora argentina María E. Múlgura de Romero (1943–), que es especialista en la familia Verbenaceae.

## Especies aceptadas
A continuación se brinda un listado de las especies y variedades del género Mulguraea aceptadas actualmente, ordenadas alfabéticamente. Para cada una se indica el nombre binomial seguido del autor, abreviado según las convenciones y usos.
- Mulguraea arequipensis (Botta) N.O'Leary y P.Peralta, 2009
- Mulguraea asparagoides (Gillies y Hook.) N.O'Leary y P.Peralta, 2009
- Mulguraea aspera (Gillies y Hook.) N.O'Leary y P.Peralta, 2009
  - Mulguraea aspera var. aspera
  - Mulguraea aspera var. longidentata (Moldenke) N.O'Leary y P.Peralta, 2009
- Mulguraea cedroides (Sandwith) N.O'Leary y P.Peralta, 2009
- Mulguraea cinerascens (Schauer) N.O'Leary y P.Peralta, 2009
- Mulguraea echegarayi (Hieron.) N.O'Leary y P.Peralta, 2009
- Mulguraea hystrix (Phil.) N.O'Leary y P.Peralta, 2009
- Mulguraea ligustrina (Lag.) N.O'Leary y P.Peralta, 2009
  - Mulguraea ligustrina var. ligustrina
  - Mulguraea ligustrina var. lorentzii (Niederl. ex Hieron.) N.O'Leary y P.Peralta, 2009
- Mulguraea scoparia (Gillies y Hook.) N.O'Leary y P.Peralta, 2009
- Mulguraea tetragonocalyx (Tronc.) N.O'Leary y P.Peralta, 2009
- Mulguraea tridens (Lag.) N.O'Leary y P.Peralta, 2009